# فاطمة بنت الخطاب
فاطمة بنت الخطاب، وقيل: رملة بنت الخطاب، وقيل: أم جميل بنت الخطاب، وقيل: أميمة بنت الخطاب، صحابية، وأخت عمر بن الخطاب، وزوجة سعيد بن زيد أحد العشرة المبشرين بالجنة عند أهل السنة والجماعة.

## حياتها
هي فاطمة بنت الخطاب، وقيل: رملة بنت الخطاب، وقيل: أم جميل بنت الخطاب، وقيل: أميمة بنت الخطاب. وقيل أن اسمها فاطمة، ولقبها أميمة، وكنيتها أم جميل، وهي بنت الخطّاب بن نُفَيل بن عَبْد العُزَّى بن رِيَاح بن عبد الله بن قُرْط بن رِزَاح بن عَدِيّ ابن كعب، وأمّها حَنْتمة بنت هاشم بن المغيرة المخزومية القرشية.
تزوجها سعيد بن زيد، فأنجبت له: عبد الرحمن الأكبر، أسلمت قديمًا أول الإسلام مع زوجها سعيد، قبل إسلام أخيها عمر.
كانت فاطمة سببًا في إسلام أخيها عمر. حيث كان عمر في بداية الأمر شديد العداء للإسلام، وكان يريد أن يقتل النبي، فسن سيفه وخرج من داره قاصدًا النبي، وفي الطريق لقيه نُعَيم بن عبد الله العدوي القرشي وكان من المسلمين الذين أخفوا إسلامهم، فقال له: «أين تريد يا عمر؟»، فرد عليه قائلًا: «أريد محمدًا هذا الصابي الذي فرق أمر قريش، وسفه أحلامها، وعاب دينها، وسب آلهتها فأقتله.»، فلمّا عرف أنه يتجه لقتل النبي قال له: «والله لقد غرتك نفسك يا عمر، أترى بني عبد مناف تاركيك تمشي على الارض وقد قتلت محمدًا؟ أفلا ترجع إلى أهل بيتك فتقيم أمرهم؟ فإن ابن عمك سعيد بن زيد بن عمرو، وأختك فاطمة بنت الخطاب قد والله أسلما وتابعا محمدًا على دينه؛ فعليك بهما.» فانطلق مسرعًا غاضبًا إليهما، فوجد الصحابي خباب بن الأرت يجلس معهما يعلمهما القرآن، فضرب سعيدًا، وضرب فاطمة بشيْءٍ في يديه على رأسها فسال الدم، فلمَّا رأت الدم، بكت وقالت: «يَا ابْنَ الْخَطَّابِ مَا كُنْتَ فَاعِلًا فَافْعَلْ، فَقَدْ أَسْلَمْتُ»، فدخل غاضبًا حتى جلس على السريرِ، فنظر إلى صحيفة وَسْطَ الْبَيت، فقال: «ما هذه الصحيفة؟ أَعطنيها»، فلما أراد عمر قراءة ما فيها أبت أخته أن يحملها إلا أن يغتسل، فتوضأ عمر وقرأ الصحيفة وإذ فيها: ﴿طه ۝١ مَا أَنْزَلْنَا عَلَيْكَ الْقُرْآنَ لِتَشْقَى ۝٢ إِلَّا تَذْكِرَةً لِمَنْ يَخْشَى ۝٣ تَنْزِيلًا مِمَّنْ خَلَقَ الْأَرْضَ وَالسَّمَاوَاتِ الْعُلَا ۝٤ الرَّحْمَنُ عَلَى الْعَرْشِ اسْتَوَى ۝٥ لَهُ مَا فِي السَّمَاوَاتِ وَمَا فِي الْأَرْضِ وَمَا بَيْنَهُمَا وَمَا تَحْتَ الثَّرَى ۝٦﴾ [طه:1–6]، فقال عمر: «دلوني على محمد»، فذهب إلى النبي وأسلم عنده.
كانت فاطمة مع زوجها سعيد من المهاجرين الأوليين إلى المدينة المنورة، وروى ابن كثير أنهما كانا من الذين هاجروا مع عمر بن الخطاب علانيةً، حيث تقلد عمر بن الخطاب سيفه ووضع قوسه على كتفه وحمل أسهمًا، وذهب إلى الكعبة حيث طاف سبع مرات، ثم توجه إلى مقام إبراهيم فصلى، ثم قال لحلقات قريش المجتمعة: «شاهت الوجوه، لا يُرغم الله إلا هذه المعاطس، من أراد أن تثكله أمه وييتم ولده أو يُرمل زوجته فليلقني وراء هذا الوادي».